# Gymnotus pantanal
Gymnotus pantanal és una espècie de peix pertanyent a la família dels gimnòtids.

## Descripció
- Fa 25,1 cm de llargària màxima.[5]

## Hàbitat
És un peix d'aigua dolça, demersal i de clima tropical.

## Distribució geogràfica
Es troba a Sud-amèrica: el Brasil, el Paraguai i Bolívia.

## Observacions
És inofensiu per als humans.